# Distrito de Schleswig-Flensburgo
El Distrito de Schleswig-Flensburgo (en alemán: Kreis Schleswig-Flensburg; en danés: Slesvig-Flensborg amt) es un distrito de Alemania perteneciente al estado federal de Schleswig-Holstein y es tras el distrito de Rendsburg-Eckernförde el que más superficie tiene del estado federal.

## Geografía
El distrito tiene frontera con Dinamarca y posee costas con el mar Báltico.

## Industria

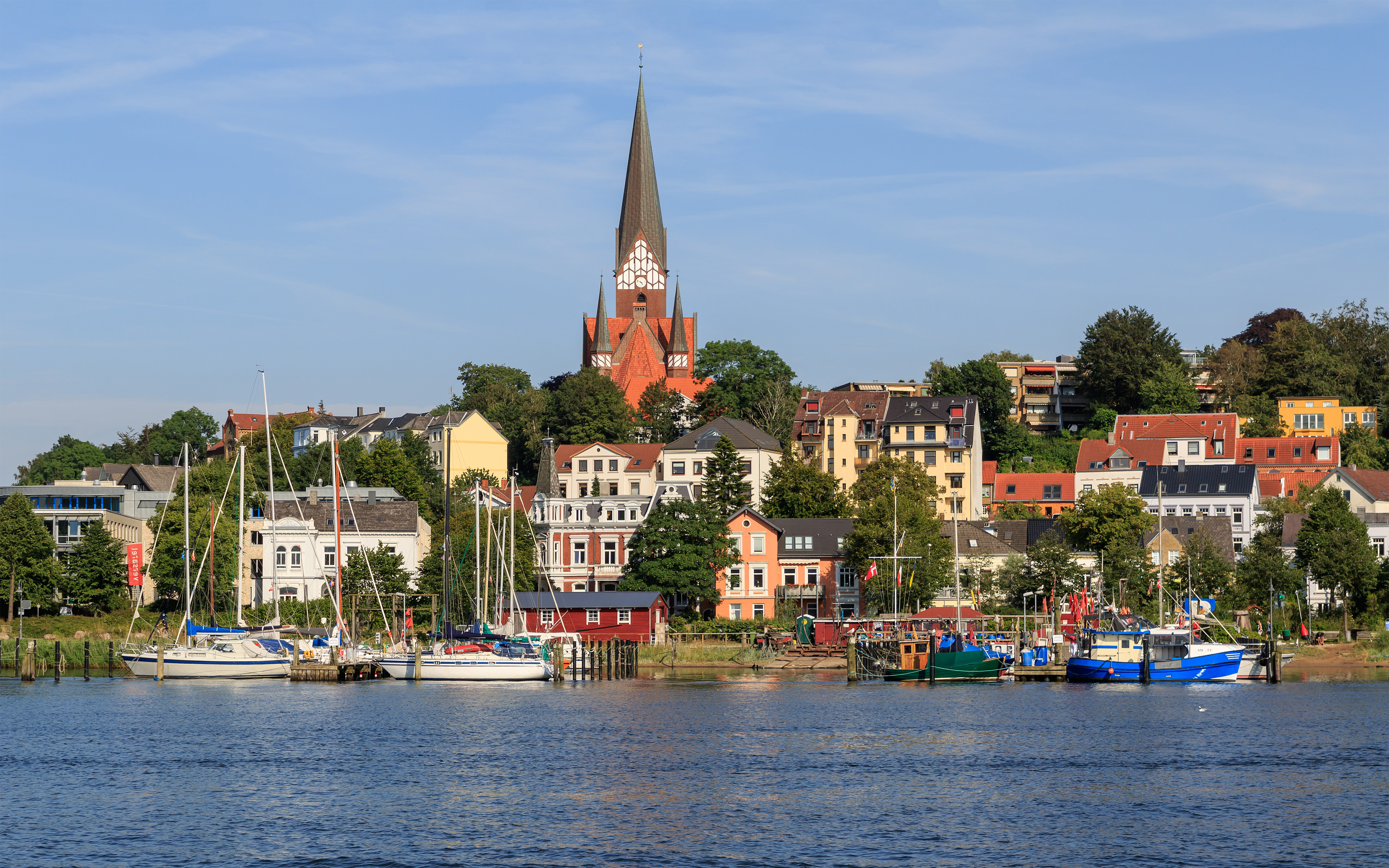
Flensburgo pertenece a la región de desarrollo industrial.

Las actividades industriales del distrito se construyen en torno a su capital,la ciudad de Flensburgo como un importante centro de actividades y de negocios. Tras la capital, la ciudad de Flensburgo Harrislee la segunda área de importancia de la industria en este distrito.
En la región se pueden encontrar empresas de la Industria de la alimentación (hoy en día existen cerca de 22 empresas dentro de esta categoría) y representancerca del 70 % del tejido industrial de la zona. Las empresas más típicas de procesado de carne se pueden encontrar en las ciudades de Böklund, Satrup y Steinbergkirche, las de porcesado de lácteos en Kappeln y Nordhackstedt. 
El WiREG (Wirtschaftsförderungs- und Regionalentwicklungsgesellschaft Flensburg/Schleswig mbH) con sede en Flensburgo desde el año 1996 es una sociedad para el desarrollo industrial de la Región, cuyo objetivo es la mejora constante de las infraestructuras y de los puestos de trabajo en la región.

### Regionalprogramm 2000
La EU lanzó un programa regional (Regionalprogramm 2000) para la ayuda y desarrollo de la infraestructura de en el estado federal de Schleswig-Holstein. Este programa tiene especial relevancia y aplicación en este distrito.

### Turismo

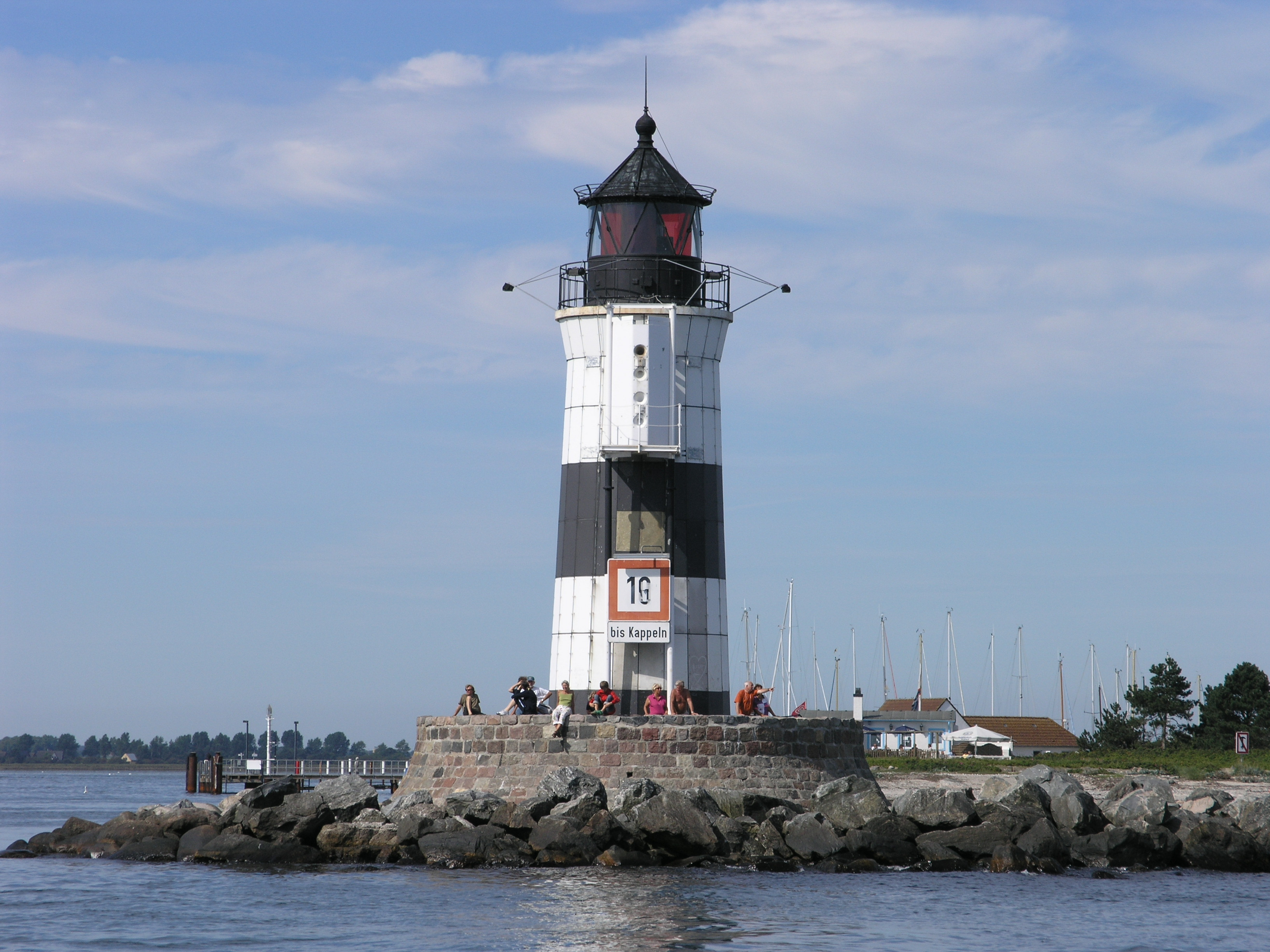
Faro en Schleimünde

En el Schlei y en Schleswig existen los centros más importantes de turismo de la costa del mar Báltico. Algunas ciudades tienen una oferta de camas suficiente para soportar la demanda de los meses de verano, el turismo se centra en la costa y en la naturaleza.

### Culinaria
Una de las especialidades de la zona son el Angler Muck, una mezcla alcohólica de bebidas, basadas en el ron y servida caliente, es similar al Grog.

## Composición del distrito
(Habitantes a 30 de junio de 2005)
| Mucicipios/ciudades | Mucicipios/ciudades |
| --- | ------------------- |
| - 1. Glücksburg, Ciudad (5.984) - 2. Harrislee (11.433) - 3. Kappeln, Ciudad (9.830) - 4. Schleswig, Ciudad (24.182) - 5. Sörup (4.273) - 6. Süderbrarup (4287) |                     |

Unión de municipios/ciudades (Amt)
| - 1. Amt Eggebek 1. Eggebek * (2.608) 2. Janneby (396) 3. Jerrishoe (950) 4. Jörl (732) 5. Langstedt (1.020) 6. Sollerup (488) 7. Süderhackstedt (337) 8. Wanderup (2.426) - 2. Amt Gelting 1. Gelting * (1.995) 2. Hasselberg (803) 3. Kronsgaard (233) 4. Maasholm (597) 5. Nieby (130) 6. Pommerby (157) 7. Rabel (629) 8. Rabenholz (281) 9. Stangheck (227) 10. Stoltebüll (708) - 3. Amt Haddeby 1. Borgwedel (668) 2. Busdorf * (2.077) 3. Dannewerk (1.123) 4. Fahrdorf (2.520) 5. Geltorf (356) 6. Jagel (915) 7. Lottorf (240) 8. Selk (876) - 4. Amt Handewitt 1. Handewitt * (11.059) - 5. Amt Hürup 1. Ausacker (529) 2. Freienwill (1.614) 3. Großsolt (1.786) 4. Hürup * (1.244) 5. Husby (2.298) 6. Maasbüll (696) 7. Tastrup (415) - 6. Amt Kappeln-Land [Sitz: Kappeln] 1. Arnis, ciudad (275) 2. Grödersby (224) 3. Oersberg (292) 4. Rabenkirchen-Faulück (648) | - 7. Amt Kropp 1. Alt Bennebek (306) 2. Börm (753) 3. Dörpstedt (540) 4. Groß Rheide (882) 5. Klein Bennebek (525) 6. Klein Rheide (325) 7. Kropp * (6.527) 8. Tetenhusen (960) - 8. Amt Langballig 1. Dollerup (1.029) 2. Grundhof (858) 3. Langballig * (1.555) 4. Munkbrarup (1.134) 5. Ringsberg (573) 6. Wees (2.378) 7. Westerholz (741) - 9. Amt Oeversee 1. Oeversee (3444) 2. Sieverstedt (1.630) 3. Tarp * (5.528) - 10. Amt Satrup 1. Havetoftloit (954) 2. Rügge (231) 3. Schnarup-Thumby (548) - 11. Amt Schafflund 1. Böxlund (99) 2. Großenwiehe (3017) 3. Hörup (615) 4. Holt (169) 5. Jardelund (325) 6. Lindewitt (1946) 7. Medelby (956) 8. Meyn (749) 9. Nordhackstedt (457) 10. OSterby (305) 11. Schafflund * (2.565) 12. Wallsbüll (923) 13. Weesby (435) - 12. Amt Schuby 1. Hüsby (769) 2. Lürschau (1.079) 3. Schuby * (2.659) - 13. Amt Silberstedt 1. Bollingstedt (1.417) 2. Ellingstedt (780) 3. Hollingstedt (1.004) 4. Jübek (2.728) 5. Silberstedt * (2.230) 6. Treia (1.553) | - 14. Amt Stapelholm 1. Bergenhusen (694) 2. Erfde (1888) 3. Meggerdorf (675) 4. Norderstapel * (767) 5. Süderstapel (1.001) 6. Tielen (289) 7. Wohlde (477) - 15. Amt Steinbergkirche 1. Ahneby (192) 2. Esgrus (779) 3. Niesgrau (561) 4. Steinberg (831) 5. Steinbergkirche * (2774) 6. Sterup (1.381) - 16. Amt Südangeln 1. Böklund * (1600) 2. Brodersby (507) 3. Goltoft (214) 4. Havetoft (954) 5. Idstedt (879) 6. Klappholz (471) 7. Neuberend (1.117) 8. Nübel (1.318) 9. Schaalby (1.591) 10. Stolk (781) 11. Struxdorf (652) 12. Süderfahrenstedt (478) 13. Taarstedt (897) 14. Tolk (1.035) 15. Twedt (535) 16. Uelsby (430) - 17. Amt Süderbrarup 1. Böel (723) 2. Boren (1124) 3. Brebel (396) 4. Dollrottfeld (271) 5. Loit (256) 6. Mohrkirch (969) 7. Norderbrarup (689) 8. Nottfeld (124) 9. Rügge (231) 10. Saustrup (200) 11. Scheggerott (371) 12. Steinfeld (782) 13. Süderbrarup * (4287) 14. Ulsnis (656) 15. Wagersrott (225) |